# Carl Ahlberg (fotbollsspelare)
Carl Ahlberg var en svensk fotbollsspelare och tränare. Han spelade i Malmö FF mellan 1928 och 1932 och tränade senare laget mellan 1942 och 1944. Totalt spelade Ahlberg 50 matcher för Malmö och gjorde 4 mål.